# Kuantan (distrikt)

Kuantans läge i delstaten Pahang.

Kuantan är ett distrikt i delstaten Pahang, Malaysia. Distriktet har 461 906 invånare (2010).Kuantan distrikt är också huvudstaden i Pahang.